# Полевой надел

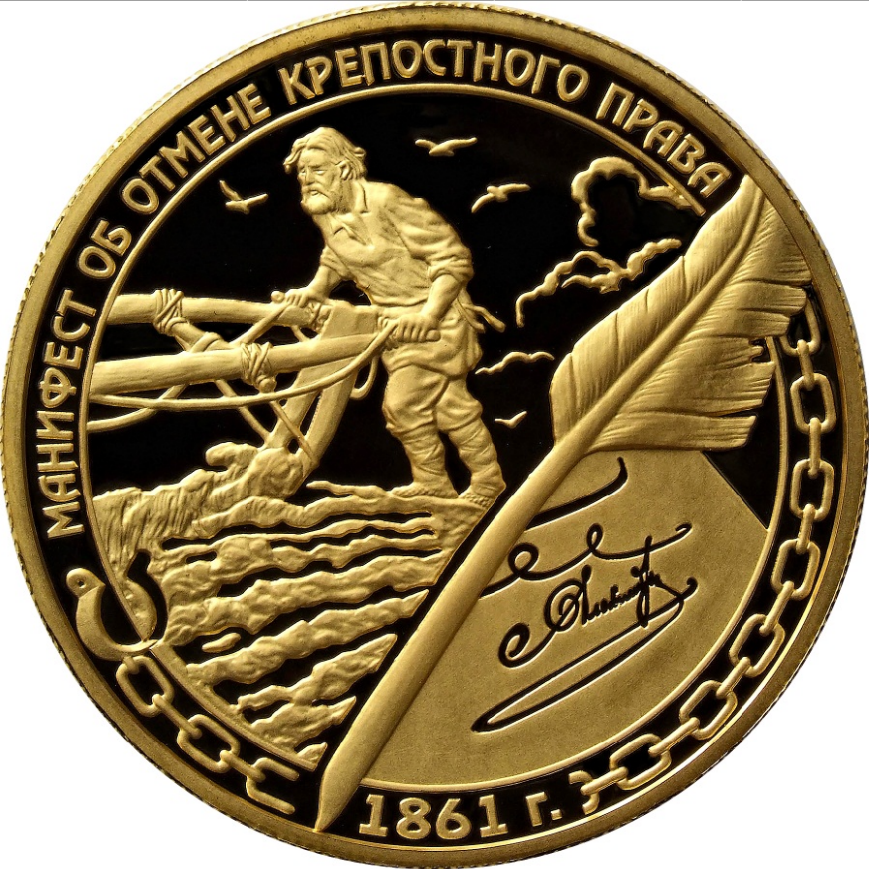
Монета Банка России выпущенная в связи со 150-летием Крестьянской реформы 19 февраля 1861 г.

Полево́й наде́л — участок земли, который помещики передавали крестьянам во время проведения Реформы 1861 года.

## Общие сведения
При проведении крестьянской реформы 1861 года и в соответствии с её «Общим положением о вышедших из крепостной зависимости», помещики обязаны были предоставить в пользование крестьянам полевой надел. Причём, земли полевого надела предоставлялись не лично конкретному крестьянину, а в коллективное пользование сельским обществам, которые уже могли распределять их между хозяйствами по своему усмотрению.

## Размер надела
Минимальный размер полевого надела устанавливался для каждой местности отдельно.
И размеры надела, и повинностей фиксировались в уставных грамотах, которые составлялись помещиками на каждое имение и подтверждались мировыми посредниками.

## Оплата полевого надела
За использование полевого надела крестьяне, числясь «временнообязанными», отбывали барщину или платили оброк, не имея права отказаться от этой повинности в течение 49 лет. По отдельному соглашению с помещиком, сельские общества имели право выкупа полевого надела. В этом случае все повинности перед помещиком прекращались.

## Дарственный надел
Крестьяне могли отказаться от права использования полевого надела и бесплатно получить от помещика, так называемый, дарственный надел. Его размер составлял четверть от полевого. При получении дарственного надела повинности перед помещиком также прекращались.
По размеру, дарственный надел, например на Украине, не превышал десятины. При тогдашнем уровне агротехнологии он не мог обеспечить прожиточного минимума средней крестьянской семье.